# Henning Primdahl
Henning Primdahl (1971 i Randers) er en fiktiv sportsdirektør, der optræder i programmet Team Easy On, der er indslag i det danske satireprogram Drengene fra Angora. Han bliver spillet af komikeren Rune Tolsgaard.
Primdahl er sportsdirektør på cykelholdet Team Easy On, der består af ham, bjergrytteren Bobby Olsen, der også er holdkaptajn og den hollandske sprinter Pim de Keysergracht. Ligesom resten af cykelholdet er Henning meget naiv. Han tror selv at de kan vinde Tour de France ved at træne to gange om ugen, og drikke kaffe og spise wienerbrød. Henning gør forskel på sine ryttere, hvor han har Pim som favorit og kører hårdt på Bobby.
Henning voksede op i Randers i 1970'erne, alene sammen med sin mor, da hans far havde forladt familien da han ikke var særlig gammel (Henning har ikke haft nogen kontakt med ham siden, hvilket han har det fint med). Henning besluttede sig for at få en tidlig karriere i erhvervslivet og gik ud af 7. klasse i 1984. Han begyndte at sælge lædersko i en lokal butik. Da han blev ældre lærte han Bobby – der kom fra Hammel men boede i Randers – at kende. Da Henning på et tidspunkt tog en tur til Red Light District i Amsterdam, mødte han Pim, der var søn til én af områdets prositurerede som han var blevet betjent af. I 2001 Startede Henning et cykelhold, hvor han ansatte Bobby og Pim som ryttere. Så blev han ringet op af kondomfirmaet Easy On, som tilbød 15.000 kroner i sponsorat til cykelholdet. De skulle derfor også kalde holdet for: Team Easy On.
Figuren er set som et eksempel på social satire, hvor der gøres grin med sociale tabere.[kilde mangler]

## Fodnoter
1. ↑  Annica Caroline Carlsen, Marta Sørensen (18. april 2009). "Dansk satire ude på et skråplan". information.dk. Dagbladet Information.